# Norman Hallows
Norman Frederick Hallows, född 29 december 1886 i Doncaster, död 16 oktober 1968 i Marlborough, var en brittisk friidrottare och läkare. Hallows studerade vid Keble College, Oxford när han deltog i OS. Senare fortsatte han studierna vid University of Leeds. År 1919 utnämndes han till läkare vid Marlborough College.
Hallows blev olympisk bronsmedaljör på 1 500 meter vid sommarspelen 1908 i London.